# Jeff Andretti
Jeff Andretti (Bethlehem, 14 de abril de 1964) é um ex-automobilista norte-americano.

## Carreira
Andretti competiu na CART sendo o estreante do ano em 1991. Esteve em cinco (três) 500 Milhas de Indianápolis: 1990 (não se qualificou), 1991, 1992, 1993 e 1994 (não se qualificou). Seu melhor campeonato na CART foi o 15.º lugar em 1991, a única vez que ele pontuou na categoria.
Andretti participou, ainda, de três provas da Craftsman Truck Series em 1999.
É o filho mais novo do multicampeão Mario Andretti e irmão de Michael Andretti e primo de John Andretti.